# Турбе, Жанна де
Жа́нна де Турбе́, в замужестве графиня де Луан (фр.  Jeanne de Tourbey, comtesse de Loynes, собственно Мари-Анна Детурбе, фр. Marie-Anne Detourbay; родилась 18 января 1837 года, Реймс, Франция — умерла 21 января 1908 года, Париж, там же) — французская содержанка, хозяйка литературного салона, куртизанка, «звезда» времён Второй империи и начальных десятилетий Третьей республики.

## Начало жизни
Из бедной и многодетной семьи, в детстве зарабатывала мытьем бутылок из-под шампанского. Появилась в Париже середины 1850-х годов под именем мадемуазель Жанны де Турбе и вскоре сделала головокружительную карьеру содержанки. Поселилась на площади Вогезов.

## От «дамы полусвета» к «светской львице»
В юности Жанна де Турбе являлась возлюбленной Марка Фурнье, директора столичного театра Порт Сен-Мартен, которого она полностью разорила, а затем — принца Наполеона; принимала в своём салоне весь цвет литературного Парижа (его гостями бывали Теофиль Готье, Сент-Бёв, Эрнест Ренан, Эмиль де Жирарден, Гюстав Флобер, Иван Тургенев). С большинством из них хозяйка салона годами переписывалась, ввиду чего была удостоена ими прозвищем Дама с фиалками (по примеру — дама с камелиями). В 1862—70 годах Жанне покровительствовал крупный администратор Эрнест Барош, оставивший подруге состояние в 800 тысяч франков.
В 1872 году она вышла замуж за графа Виктора Эдгара де Луан, из «дамы полусвета» став «светской львицей». Вскоре Жанна переселилась на Елисейские Поля. К «звёздам» Второй империи в её салоне теперь прибавились известные личности Третьей Республики — Клемансо, Александр Дюма-сын, Морис Баррес и близкие к нему молодые писатели.
В начале 1880-х она встретила литературного критика Жюля Леметра, впоследствии ставшего её новым избранником. Под влиянием графини, которая была старше на 15 лет, Леметр основал в конце 1898 года националистическую Лигу защитников отечества (фр. Ligue de la patrie française, впрочем, просуществовавшую до 1904 года), став её первым президентом. Лига видела своим вождём генерала Буланже, заняв антидрейфусские позиции. В результате от графини отошли некоторые её прежние друзья (Клемансо, Анатоль Франс). Тогда же она выступила помощницей Шарля Морраса и Леона Доде в организации роялистского движения Аксьон Франсез (фр. Action française).
Похоронена на кладбище Монмартр.